# Diana Forbes-Robertson
Diana Forbes-Robertson (* 26. Dezember 1915 in London; † 9. Dezember 1987 in London) war eine britische Autorin. Sie entstammte einer bekannten Schauspielerfamilie.

## Leben
Diana Forbes-Robertson war die Tochter des berühmten englischen Schauspielers Johnston Forbes-Robertson und dessen Frau Lady Gertrude. Ihre Kindheit verbrachte sie in Kent, in der Nähe von Dover.
1935 heiratete sie den bekannten US-amerikanischen Auslands-Journalisten Vincent Sheean (1899–1975). Die beiden reisten häufig gemeinsam zu den politischen Schauplätzen wie Spanien und Tschechoslowakei. Dabei schrieb Forbes-Robertson Artikel für die New York Herald Tribune. Später schrieben die beiden zusammen Bücher. Mit Beginn der deutschen Luftangriffe auf London vermittelten die beiden Ausweichfamilien in den USA für englische Kinder. Schließlich brachten sie sich selbst nach New York in Sicherheit. Sheean kehrte aber bald nach England zurück, um für die Saturday Evening Post zu berichten. 1946 erfolgte die Scheidung, aber drei Jahre später heirateten sie erneut. Das Paar hatte zwei Töchter, von denen eine Schauspielerin in London wurde.
Forbes-Robertson arbeitete auch als freischaffende Autorin, so zum Beispiel für das American Heritage. Sie starb im Alter von 72 Jahren an einem Schlaganfall im St. Stephen’s Hospital in London.

## Werke
- 1941: War letters from Britain
- 1941: The battle of Waterloo road, illustriert mit Fotografien von Robert Capa
- 1949: A cat and a king
- 1963: Footlights for Jean
- 1964: My aunt Maxine, The story of Maxine Elliot
- 1977: Food and freedom for Spain. Send food to Spain!